# Augen zu
Augen zu (Untertitel: Bitte nicht stören) ist ein deutsches Filmdrama der Regisseurin Julia Ziesche aus dem Jahr 2011, zu dem sie auch das Drehbuch schrieb. Runa Greiner und Marie Rosa Tietjen spielen neben Thorsten Merten und Teresa Harder die Hauptrollen in dieser tragikomischen Geschichte.

## Handlung
Monette muss bereits im Alter von dreizehn Jahren erkennen, dass Geld im Leben eine wichtige Rolle spielt. Infolge der Wirtschaftskrise wird ihr Vater Frank von heute auf morgen arbeitslos. Das hat ungeahnte Auswirkungen auf die gesamte Familie. Es heißt Abschied zu nehmen vom freistehenden Einfamilienhaus und Umzug in eine wesentlich kleinere Wohnung. Außerdem müssen Zweitauto und Putzfrau abgeschafft werden und Wertsachen kommen zur Versteigerung, darunter auch einige von Monette und ihrer älteren Schwester Henriette, gerufen Jette.
Im Gegensatz zu ihrer Schwester, die sich mit den neuen Verhältnissen sehr schwer tut, ist Monette ein bescheidenes Mädchen. Wirklich zu schaffen macht ihr aber, dass es plötzlich viele Streitigkeiten in der Familie gibt, die sich fast immer ums liebe Geld drehen, und wechselseitige Schuldzuweisungen.
Monette will nicht, dass ihre Familie leidet und überlegt hin und her, was sie tun könnte, um an Geld zu kommen. Letztendlich kommt sie auf die abstruse Idee, ihre Jungfräulichkeit über das Internet an den Meistbietenden versteigern zu wollen. Als jemand ein Gebot in Höhe von 12.000 Euro abgibt, muss Monette ihrer Schwester alles beichten, da sie als Minderjährige den Handel nicht abschließen kann. Obwohl Jettes erste Reaktion ist, Monette davon abzubringen, so etwas zu tun, kann sie der Verlockung, die das Geldangebot darstellt, nicht widerstehen und unterstützt ihre Schwester.
Monette zieht die Sache tatsächlich durch. Dann schafft sie es jedoch nicht, was geschehen ist, länger vor den Eltern zu verheimlichen, was erst einmal zum Bruch der Familie führt. Jeder muss nun für sich entscheiden, was wirklich zählt im Leben und welchen Stellenwert man dem Geld einräumt.

## Produktion
Gedreht wurde in Berlin und Umgebung. Hauptsponsoren waren Arte, der Bayerische Rundfunk und der Südwestfunk. Des Weiteren wurde die Produktion durch die Filmakademie Baden-Württemberg gefördert.

## Ersterscheinung
Augen zu hatte am 27. Oktober 2011 auf den Internationalen Hofer Filmtagen Premiere. Die Erstausstrahlung im deutschen Fernsehen fand am 16. Dezember 2012 auf Südwest 3 statt.

## Auszeichnungen (Auswahl)
- 2011: Arri Schwarzfilm Förderpreis
- 2011: Caligari Förderpreis
- 2011: La Cabina, Festival International in Spanien, Kategorie „Beste Schauspielerin“[3]